# Marisol Aguirre
Marisol Aguirre-Morales Prouvé, conocida como Marisol Aguirre (Francia, 1 de abril de 1971), es una actriz, presentadora de televisión y modelo peruana. Se hizo conocida por protagonizar la telenovela Gorrión y por conducir el programa de televisión Locademia de TV.

## Carrera
Debutó en televisión en 1992, cuando condujo junto con el actor Sergio Galliani el programa Locademia de TV, en el canal del Estado, el cual fue un éxito televisivo que alcanzaba cincuenta puntos de sintonía.
En el año 1994, protagonizó la telenovela Gorrión, en la que conoció al actor Christian Meier, con quien se casaría al año siguiente.
Luego de varios años de ausencia, Aguirre regresó brevemente a las telenovelas en 1997 con La noche y luego en 2002 con Qué buena raza, luego de ello continuaría hasta la fecha haciendo telenovelas. Paralelamente ha realizado obras de teatro, principalmente para niños, y se ha dedicado al modelaje, siendo el rostro oficial de algunas marcas de cosméticos en Perú. 
Aguirre grabó para varios episodios unitarios de Decisiones de Telemundo.
Aguirre reapareció en la televisión en 2008 en la teleserie juvenil Esta sociedad 2. 
Marisol Aguirre concursó en la primera temporada del programa de telerrealidad de baile Bailando por un sueño, conducido por Gisela Valcárcel, donde obtuvo el quinto puesto tras tres meses de competencia. Clasificó para la tercera temporada llamada Los reyes de la pista, donde obtuvo el segundo puesto.
En 2009, volvió a la conducción con el programa El otro show, el mismo que trata de las cosas que ocurren detrás del escenario y durante los ensayos del programa de telerrealidad —conducido por Gisela Valcárcel— El show de los sueños.
En 2011, apareció en las dos temporadas miniserie Yo no me llamo Natacha.
Aguirre concursó en el programa de telerrealidad de baile El gran show: Quinta temporada, conducido por Gisela Valcárcel, donde obtuvo el quinto puesto tras tres meses de competencia.
En 2013, protagonizó la miniserie Vacaciones en Grecia.
Aguirre tiene uno de los roles principales en la película peruana de terror Cementerio general, del director Dorian Fernández-Moris, filmada en enero de 2012, en Iquitos. La película se estrenó el 25 de julio de 2013.

## Vida personal y familia
Marisol es hija de Augusto Aguirre-Morales Boggio y Marie Claude Prouvé, tiene tres hermanos: Celine Aguirre (también actriz), Karine Aguirre (bailarina y educadora corporal) y Manuel Aguirre (arqueólogo). Ella y sus hermanos son nietos de Augusto Aguirre Morales, narrador, poeta, educador y periodista peruano (1888-1957). Estudió en el Colegio Franco-Peruano del distrito de Santiago de Surco. Se casó en 1995 con el actor y cantante Christian Meier, con quien tiene 3 hijos: Stefano Meier, nacido en 1996 (hoy actor de cine y televisión); Taira Meier en 2001, y Gia Meier en 2003.
Durante la mayoría de tiempo que duró dicho matrimonio, se mantuvo alejada de las pantallas, apareciendo ocasionalmente en comerciales de televisión para diferentes marcas. En noviembre de 2008, se divorció legalmente de Christian Meier, luego de doce años de matrimonio.

## Filmografía

### Películas
- Cementerio general (2013), como la madre de Andrea;
- No me digas solterona (2018), María García.

### Programas
- Locademia de TV (1994), presentadora;
- Bailando por un sueño (2008), concursante, 5.º puesto;
- Bailando por un sueño: Reyes de la pista (2008), concursante, 2.º puesto;
- El otro show (2009), presentadora;
- El gran show: Quinta temporada, concursante, 5.º puesto;
- El gran chef famosos (2024), concursante, 1.er puesto (junto con Celine Aguirre).

### Series y telenovelas
- Gorrión (1994), como Lucía Morelli, Gorrión / Lucio Gorrión;
- La noche (1997);
- Amor serrano (1998), como María Paula «Cucuchi» del Valle;
- Qué buena raza (2002-2003), como María Teresa «Marité» Velaochaga de Prado;
- Decisiones (2006), 15 episodios;
- Por la Sarita (2007);
- Esta sociedad 2 (2008), como Roxana;
- La pre (2008), como Verónica Ferreiro;
- Dina Páucar, el sueño continúa (2008), como Mireya Ferrari;
- Decisiones (2008);
- Los exitosos Gomes (2010), como Flora;
- Yo no me llamo Natacha (2011), como Teresa Susana «Techi» Benavides Olmos de Schulman;
- Yo no me llamo Natacha 2 (2011-2012), como Teresa Susana «Techi» Benavides Olmos de Schulman;
- Vacaciones en Grecia (2013), como Margot Sullivan de Berkinson-Mayer;

- Amores que matan (2015), como madre de Sofía, Ep.: «Burrier»;

- Pensión Soto (2017), como Dayanne Metichén;
- Señores papis (2019), como Maricarmen Ramírez Luján;
- Dos hermanas (2020-2021), como Noelia Vargas;
- Mi vida sin ti (2020), como Vilma «Viruca» Traverso;
- Maricucha (2022), como la mamá de Karla.
- La Rosa de Guadalupe Perú (2025), como Sara.

## Teatro
- La princesa del lago (2004)

- Rapunzel (2006)
- El lago de los cisnes (2007)
- La familia Fernández (2008)
- La pareja dispareja (2009)
- Una pulga en la oreja (2009)
- Agárrate con las Aguirre (2009)[6]
- Como vivir sin un hombre y no morir (2010)
- Un don Juan en el infierno (2011), como Marsha
- Mi más sentido... sexo (2011)
- Ocho mujeres y un crimen (2012)